# 1768
- Wikisource

| Calendário gregoriano                                                        | 1768 MDCCLXVIII                      |
| Ab urbe condita                                                              | 2521                                 |
| Calendário arménio                                                           | 1217 – 1218                          |
| Calendário bahá'í                                                            | -76 – -75                            |
| Calendário budista                                                           | 2312                                 |
| Calendário chinês                                                            | 4464 – 4465 Início a 18 de fevereiro |
| Calendário copta                                                             | 1484 – 1485                          |
| Calendário etíope                                                            | 1760 – 1761                          |
| Calendários hindus - Vikram Samvat - Calendário nacional indiano - Cáli Iuga | 1823 – 1824 1689 – 1690 4868 – 4869  |
| Calendário Holoceno                                                          | 11768                                |
| Calendário islâmico                                                          | 1182 – 1183                          |
| Calendário judaico                                                           | 5528 – 5529                          |
| Calendário persa                                                             | 1146 – 1147                          |
| Calendário rúnico                                                            | 2018                                 |
| Calendário solar tailandês                                                   | 2311                                 |

1768 (MDCCLXVIII, na numeração romana)  foi um ano bissexto do século XVIII  do actual Calendário Gregoriano, da Era de Cristo,  e as suas letras dominicais foram  C e B (52 semanas), teve início a uma sexta-feira e terminou a um sábado.
| Ano completo                          |
| ------------------------------------- |
| Ano bissexto com início à sexta-feira |

## Eventos
- 20 de Janeiro - É criada pela primeira vez em Inglaterra uma Secretaria de Estado para as Colônias.

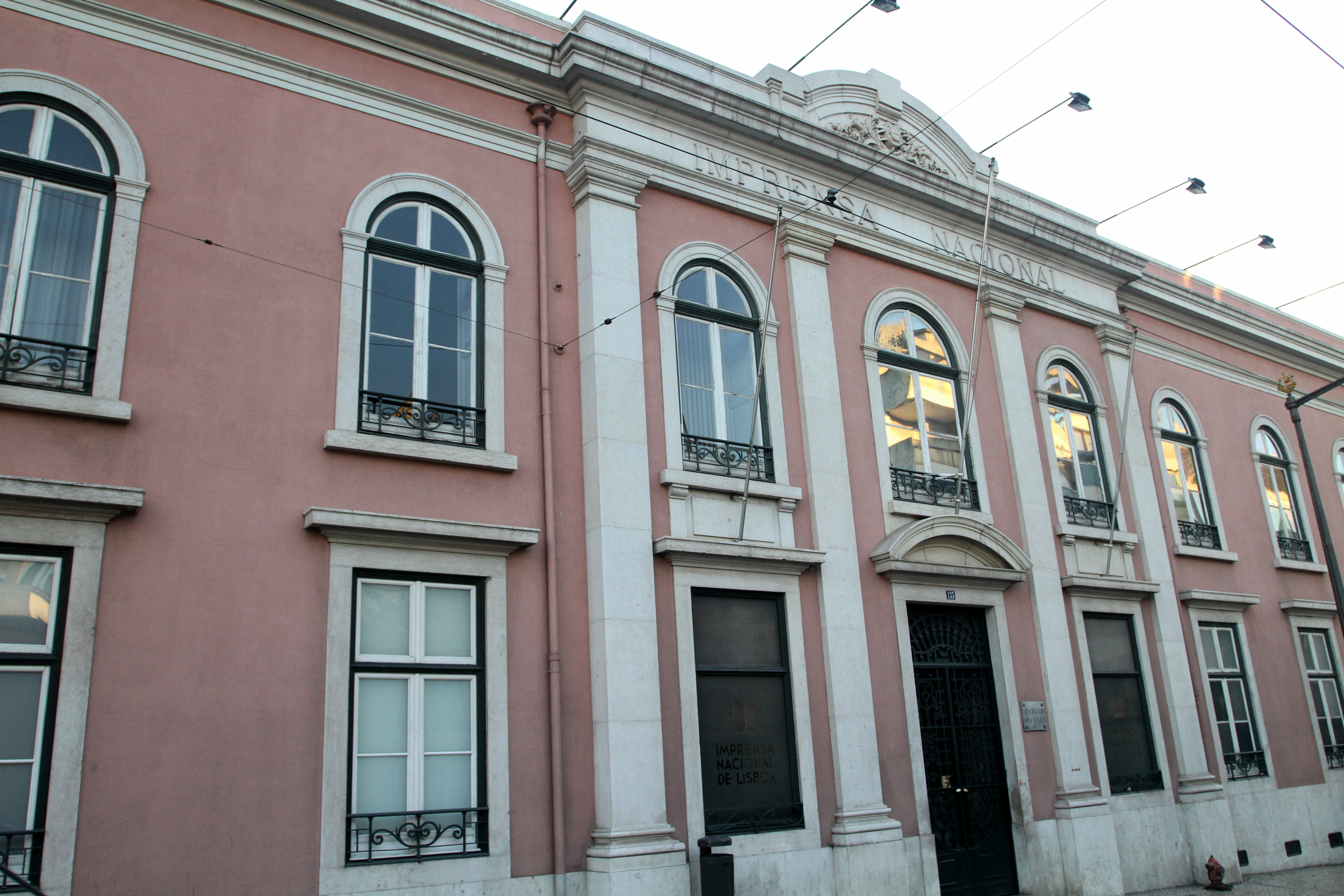
Impressão Régia ou Régia Oficina Tipográfica, designada como Imprensa Nacional no século XIX, fundida com a Casa da Moeda no século XX.

- 5 de abril -  É criada a Real Mesa Censória, em Lisboa, por iniciativa de Carvalho e Melo. Retira à Inquisição os poderes do exame prévio e de censura dos livros. Aglutina todos os órgãos de censura existentes. Clara separação entre o domínio secular e eclesiástico: no que respeita à matéria episcopal e pontifícia ficaram as inspecções a cargo do Santo Ofício, arcebispos e bispos e para o Desembargo do Paço ficaram as matérias da autoridade régia.
- 25 de agosto - James Cook inicia a viagem de navegação de três anos em que faz a exploração das ilhas da Sociedade, cartografa as costas da Nova Zelândia e descobre a Austrália Ocidental.
- 7 de novembro - Frederico, O Grande da Prússia termina o seu testamento político.
- 2 de dezembro - O príncipe de Kaunitz, chanceler austríaco, sugere a José II a viabilidade da partilha da Polónia.
- 23 de dezembro - Criação da Junta da Providênvia Literária de apoio à política universitária do Marquês de Pombal.
- 24 de dezembro - Por Alvará de dom José I é criada a Impressão Régia ou Régia Oficina Tipográfica, designada como Imprensa Nacional no século XIX, fundida com a Casa da Moeda no século XX.]]
- Em Julho, a assembleia de Massachusetts é dissolvida por se recusar a cobrar os impostos.
- Em Julho, a França compra a Génova a ilha da Córsega.
- Em Agosto, com a ajuda da França, é criada uma confederação em Bar, na Polónia, com o fito de se opor aos intentos da Rússia em defesa das liberdades polacas.
- Em Portugal, em Agosto, são queimadas, em praça pública, muitas fazendas de contrabando, por mandado da Junta de Comércio.
- O Papa Clemente XIII confisca Parma como retaliação à expulsão dos Jesuítas, pelo que o rei de Nápoles invade os Estados Pontifícios e a França toma Avinhão.
- Os Gurcas conquistam o Nepal.
- Decreto português que obriga os sucessores das casas puritanas a casar-se fora do grupo (o grupo puritano da nobreza da corte excluía outras casas de grandes das suas alianças).
- Transferência para Díli da capital de Timor.
- Inicia-se a publicação de Dedução Chronologica e Analytica de José Seabra da Silva, repositório da teoria política do absolutismo iluminista português e reafirmação do regalismo. Demonstram-se ainda os horrorosos estragos que a Companhia de Jesus fez em Portugal e seus domínios.
- Johann August Ernesti - Archaeologia Litteraria.
- Abraham Booth - Reino da Graça.
- Emanuel Swedenborg - Delititiae Sapientiae.
- Proibição em Portugal da publicação e divulgação das profecias de António Gonçalves Annes Bandarra.
- É fundada a Academia Real Inglesa com Joshua Reynolds como presidente, que começa por fazer quinze discursos sobre arte.
- Augustin Pajou faz as esculturas decorativas da Ópera de Versalhes.
- Wolfgang Amadeus Mozart - Bastien e Bastienne (ópera).
- Thomas Gray - Poemas.
- Laurence Stern - Viagem Sentimental.
- Jean de Saint-Lambert - As Estações.
- Censo da população portuguesa: 2400000 habitantes.
- Fim do reinado de Druk Tendzin I, Desi Druk do Reino do Butão, reinou desde 1765.
- Inicio do reinado de Donam Lhundub, Desi Druk do Reino do Butão, reinou até 1773.

## Nascimentos
- 1 de janeiro – Maria Edgeworth, novelista irlandesa (m. 1849).
- 7 de janeiro – José Bonaparte, o irmão mais velho de Napoleão Bonaparte (m. 1844).
- 17 de janeiro – Smith Thompson, político americano e Juiz associado do Supremo Tribunal dos Estados Unidos (m. 1843).
- 28 de janeiro – Frederico VI da Dinamarca, rei da Dinamarca de 1808 a 1839 e rei da Noruega de 1808 a 1814 (m. 1839).
- 12 de fevereiro – Francisco I da Áustria (m. 1835).
- 13 de fevereiro – Édouard Mortier, Duque de Treviso, político francês (m. 1835).
- Março
  - Tecumseh, líder indígena dos Shawnee (m. 1813).
- 21 de março – Jean-Baptiste Joseph Fourier, matemático francês (m. 1830).
- 22 de março
  - Melesina Trench, escritora e socialite irlandesa (m. 1827).
  - Bryan Donkin, engenheiro e inventor inglês (m. 1855).

- 17 de abril – João José de Aguiar, escultor português do Neoclassicismo (m. 1842).

- 18 de abril – Jean-Baptiste Debret, pintor, desenhista e professor francês (m. 1848).
- 19 de abril – Henrique da Fonseca de Sousa Prego, marinheiro português (m.1847).
- 3 de maio – Charles Tennant, químico escocês, industrial (m. 1838).
- 8 de maio – Sebastião Xavier Botelho, político e escritor português (m. 1840).

- 17 de maio
  - Carolina de Brunswick, rainha consorte do Reino Unido e Hanôver (m. 1821).
  - Henry Paget, 1.º Marquês de Anglesey  líder militar e político britânico (m. 1854).

- 9 de junho – Samuel Slater,  industrial americano (m. 1835).
- 20 junho – William Findlay, governador e político americano (m. 1846).
- 24 de junho – Lazare Hoche, general francês (m. 1797).
- 27 de julho – Charlotte Corday, assassina de Jean-Paul Marat (m. 1793).
- 30 de junho – Elizabeth Monroe, primeira-dama dos Estados Unidos (m. 1830).
- 6 de agosto – Jean-Baptiste Bessières, militar e marechal francês (m. 1813).
- 2 de outubro – William Beresford, militar e político anglo-irlandês, marechal do Exército Português (m. 1854).
- 15 de dezembro – Mariana Vitória de Bragança, Infanta de Portugal e Infanta da Espanha (m. 1788).

## Falecimentos
- 24 de junho – Maria Leszczyńska, esposa do rei Luís XV e Rainha Consorte da França e Navarra (n. 1703).

## Por tema
- 1768 na arte
- 1768 na ciência
- 1768 na literatura